# オレゴン・ブルー・ブック
オレゴン・ブルー・ブック（英語: Oregon Blue Book）は、オレゴン州務長官が著作権を持つオレゴン州公式の人名簿およびファクトブックである。州務長官の事務局にある公文書部門が出版している。当時州知事のテッド・クロンゴスキーは2005–2006年版の紹介文で「我々の文化、生態、政府に関する情報を提供する。ここであなたは州、郡、地元政府、政府関係者、議会、委員会、司法に関する情報を探すことができる。」と記している。
ブルー・ブックは印刷版とオンライン版の両方が提供されている。オレゴン州制定法では州務長官は「隔年かオレゴン州議会の通常審議と同じ年の2月15日前後」に印刷版の発行をする必要があり、1911年から奇数年の間に発行されている。

## 印刷版
最近の印刷版:
- 2005-6版: ISBN 0-9669719-3-0
- 2003-4版: ISBN 0-9669719-2-2
- 2001-2版: ISBN 0-9669719-1-4
- 1999-2000版: ISBN 0-9669719-0-6